# Осока двоколірна
Осока двоколірна (Carex bicolor) — вид багаторічних трав'янистих рослин родини осокові (Cyperaceae). Етимологія: лат. bicolor — «двоколірний».

## Опис
Кореневища короткі. Стебла прямостоячі або розпростерті, до 20 см. Листки чергові, сидячі; листові пластини світло-зелені, розміром 2–6 см × 1–2,5 мм. Суцвіття китицеподібне 1–5 см завдовжки, з 2–4 колосків. Верхній колосок у суцвітті містить чоловічі й жіночі квітки. Решта колосків жіночі. Пелюстки відсутні. Лушпиння від червонувато-коричневого до чорнувато-коричневого кольору з зеленою серединною жилкою. Плоди обернено-яйцеподібні, розміром 1,4–2×1–1,6 мм.

## Поширення
Північна Америка: Гренландія, Аляска, Канада; російська Азія; Європа: Австрія, Ліхтенштейн, Франція, Швейцарія, Іспанія, Ісландія, Італія, колишня Югославія, Норвегія, північноєвропейська Росія, Румунія, Швеція, Україна.
В Україні трапляється у Карпатах: альпійський і субальпійський пояси Чорногори. Адм. регіони: Івано-Франківська й Закарпатська області. Природоохоронний статус виду: зникаючий. Усі популяції (від г. Брескул до г. Піп Іван) ізольовані, мають дуже малу площу (10–50 м²) і низьку чисельність (50–500 особин). Найбільшою за площею і чисельністю є популяція на відрозі г. Шпиці (1750 м н.р.м.). Охороняють у Карпатському БЗ та Карпатському НПП.
Аркто-альпійська рослина, що зростає на висотах 0–2700 м. Населяє вологу тундру, зазвичай карбонатні, гірські породи і ґрунти. Гігрофіт.